# Malaltia de Hoffa
La malaltia de Hoffa (i també, molt menys freqüentment, anomenada malaltia/síndrome de Hoffa-Kastert o síndrome del coixinet de greix infrarotular o liposinovitis prerotular/infrarotular/infrapatel·lar) és una inflamació crònica de la zona de greix situada per darrere del tendó rotular (per tant, en el genoll i per sota de la ròtula). El teixit gras que s'afecta s'anomena coixinet adipós subrotular.
Produeix dolor i inflor a la part anterior del genoll que augmenta en caminar.El dolor generalment es troba just a sota de la ròtula. Els símptomes poden empitjorar si el genoll està excessivament redreçat o doblegat durant un període massa llarg. Les complicacions poden incloure la incapacitat de redreçar completament el genoll.
El mecanisme subjacent pot implicar sagnat, inflamació o espai insuficient per al coixinet adipós. Això pot ocórrer com a resultat de microtraumatismes repetits, d'un traumatisme o cirurgia al genoll. El diagnòstic pot estar avalat per ressonància magnètica (RM).
La malaltia deu el seu nom al metge i traumatòleg alemany Albert Hoffa (1859-1907).
El tractament generalment es fa amb injeccions de glucocorticoides i fisioteràpia. Si això no és eficaç, es pot intentar l'extirpació quirúrgica. Tot i que en general és una afecció poc freqüent, és relativament freqüent en atletes.